# Rumburak hilaris
Rumburak hilaris Wesolowska, Azarkina & Russell-Smith, 2014 è un ragno appartenente alla famiglia Salticidae.

## Etimologia
Il nome proprio deriva dall'aggettivo latino hilaris, -e, che significa ilare, giocondo, scelto dal descrittore arbitrariamente.

## Caratteristiche
L'olotipo maschile ha un cefalotorace lungo 2,8-3,1mm, largo 2,0-2,2mm e spesso 1,0-1,2mm.
Il paratipo femminile ha un cefalotorace lungo 2,3-2,6mm, largo 1,6-1,8mm e spesso 1,0mm.
Il pedipalpo maschile di questa specie somiglia leggermente a quello di R. mirabilis (entrambe le specie hanno bulbo senza lobo prossimale) ma si può distinguere per la tibia nettamente più corta e l'embolo più lungo con una spira basale più ampia. La femmina è difficile da distinguere dai congeneri, ma ha dotti seminali estremamente corti.

## Distribuzione
La specie è stata reperita in Sudafrica, nella Provincia del Capo Orientale. Di seguito alcuni rinvenimenti:
1. l'olotipo maschile è stato rinvenuto nel setacciare il fogliame, in località Hogsback, all'interno della foresta afromontana delle Amatola Mountains, a 1145 metri di altitudine da alcuni studenti di entomologia il 3 aprile 2012[1].
2. due paratipi maschili e 1 femminile sono stati rinvenuti nella riserva forestale Fort Fordyce setacciando il fogliame della foresta afromontana, da J.A. Nethling, il 29 novembre 2012[1].

## Tassonomia
Al 2022 non sono note sottospecie e dal 2014 non sono stati esaminati nuovi esemplari.